# لحوم حمراء

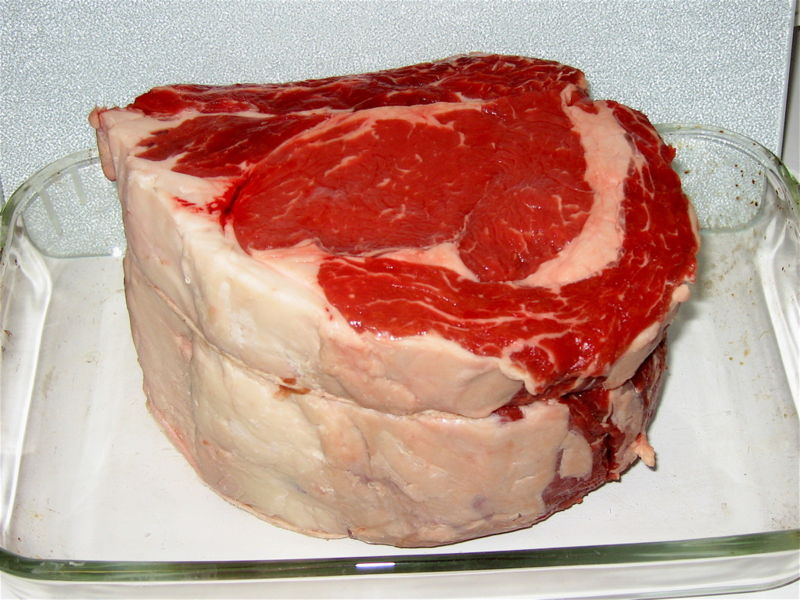
اللون الأحمر يدل على تركيز المايوجلوبين في اللحم

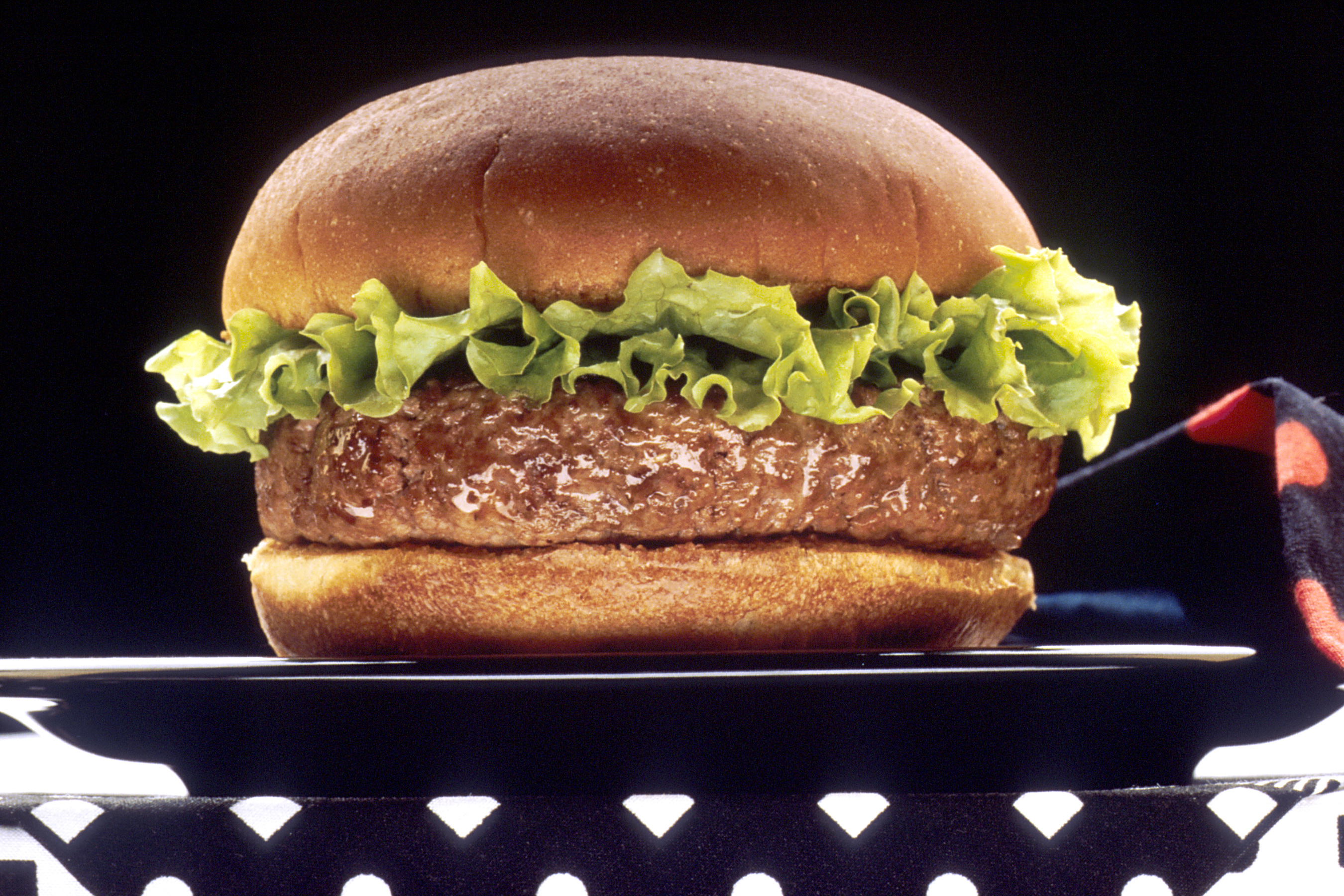
هامبرغر

اللحوم تنقسم إلى نوعين حمراء وبيضاء حسب تركيز المايوجلوبين في الألياف العضيلة. أي كلما زادت نسبة المايوجلوبين في اللحم زاد احمراره. فنجد أن لحم الدجاج وهو مثال للحم الأبيض نسبة المايوجلوبين فيه أقل من 0.05% أما في لحم العجل فتتراوح من 0.1% إلى 0.4% وفي لحم البقر فتصل نسبة المايوجلوبين فيه إلى 2٪.
هنالك لحوم كثيرة تندرج ضمن اللحوم الحمراء منها البقر والغنم والجمال والخنازير و مثال على اللحوم البيضاء السمك.

## التغذية
اللحوم الحمراء هي مصدر قوي للحديد. وتحتوي على بروتينات و كميات من الكرياتين وتحتوي أيضا على معادن مثل الزنك والفوسفور وتحتوي على فيتامينات منها فيتامين ب1 وفيتامين ب2.
اللحوم الحمراء هي أغنى مصدر لحامض الألفا ليبويك وهو عبارة عن مضاد قوي للأكسدة.

## المخاطر الصحية

### - أمراض السرطان
المعهد الأمريكي لأبحاث السرطان (بالإنجليزية: American Institute for Cancer Research)‏ وصندوق أبحاث السرطان العالمي (بالإنجليزية: World Cancer Research Fund)‏ صرحوا بأن هنالك أدلة مقنعة أن أكل اللحوم الحمراء يزيد من نسبة الإصابة بسرطان القولون وأن احتمالية الإصابة بسرطان المريء والرئة والبنكرياس وسرطان الرحم تزداد مع أكلها.
ونصحوا بالحد من استهلاكها إلى أقل من 300 جرام من اللحم الأحمر في الأسبوع.
وأظهرت بعض الدراسات أن استهلاك كميات كبيرة من اللحوم الحمراء له علاقة بسرطان الثدي وسرطان المعدة, والأورام اللمفية, وسرطان المثانة, وسرطان الرئة وسرطان البروستات (ولكن هنالك أبحاث تنفي العلاقة بين سرطان البروستات واللحوم الحمراء).

#### سرطان القولون

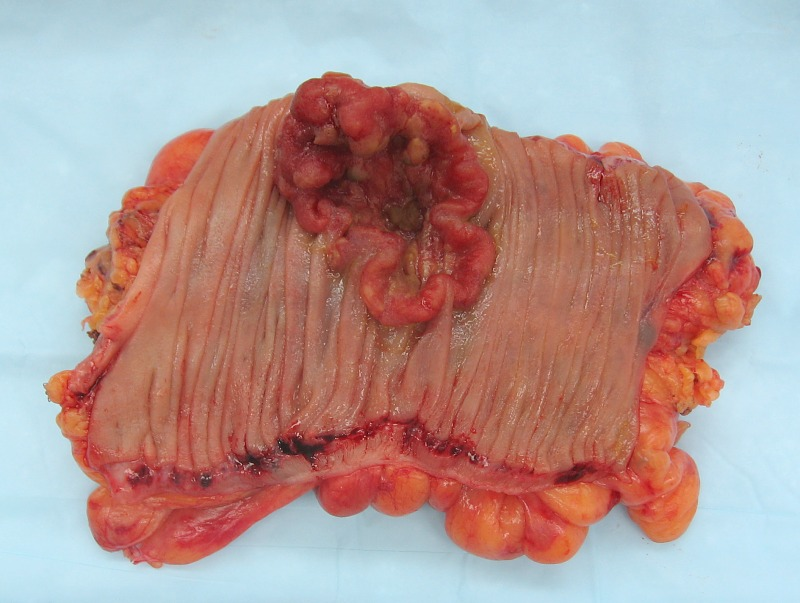
سرطان القولون

هنالك دراسات كثيرة تؤكد أن هنالك علاقة بين استهلاك اللحوم الحمراء و سرطان القولون.
وتعزو البرفسورة شييلا بينجهام في وحدة التغذية البشرية في دن الأمريكية (بالإنجليزية: Dunn Human Nutrition Unit)‏ هذه العلاقة بين اللحوم الحمراء وسرطان القولون إلى الهيموجلوبين والمايوجلوبين الموجودين في اللحوم الحمراء بكثرة. وتقول أنه عندما نأكل هذه المواد تقوم بتحفيز عملية النترزة في الأمعاء وينتج عن هذه العملية مواد مسرطنة هي المسبب لسرطان القولون.
وآخرون أعزوا هذه العلاقة بين اللحوم الحمراء وسرطان القولون إلى مركبات مسرطنة تدعى الأمينات مختلفة الدارة (بالإنجليزية: Heterocyclic amines)‏ والتي تتكون خلال عملية الطبخ.
مع العلم أن هذه المخاطر ليست حصراً على اللحوم الحمراء فلقد أظهرت دراسة قامت بها كلية هارفارد للصحة العامة (بالإنجليزية: Harvard School of Public Health)‏ أن الذين أكلوا دجاج منزوع الجلد خمس مرات أو أكثر في الأسبوع ازدادت نسبة إصابتهم بسرطان المثانة إلى 52٪.
المعهد الأميركي لأبحاث السرطان (بالإنجليزية: American Institute for Cancer Research)‏ وصندوق أبحاث السرطان العالمي (بالإنجليزية: World Cancer Research Fund)‏ أقروا بأن العلاقة بين سرطان القولون والمستقيم واستهلاك اللحوم الحمراء صحيحة.

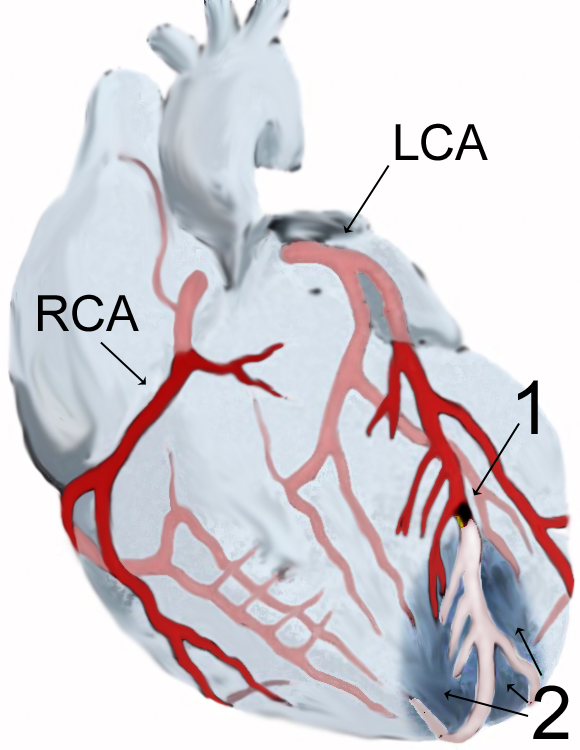
احتشاء في عضلة القلب نتيجة لتصلب الشرايين

### - أمراض القلب والأوعية الدموية
استهلاك اللحوم الحمراء سبب في حدوث أمراض القلب والأوعية الدموية ويعزى ذلك إلى النسبة العالية التي تحتويها اللحوم الحمراء من الدهون المشبعة.
في عام 1999م أجرت رابطة رعاة لحوم البقر القومية (بالإنجليزية: National Cattlemen's Beef Association)‏ دراسة، مع العلم أنها مجموعة مناصرة لمنتجي لحوم البقر، شملت 191 شخص يعانون من ارتفاع في كولسترول الدم. ووضعت لهم نظام غذائي يحتوي على 80% كحد أدنى من اللحوم وقسّمت الأشخاص المشاركين في الدراسة إلى مجموعتين إحداهما تتناول لحوم حمراء صافية أي هبر والأخرى تتناول لحوم بيضاء. فكانت النتيجة أن نسبة الكولسترول والدهون الثلاثية شبه متطابقة في المجموعتين. هذه الدراسة تبين أن استهلاك اللحوم الحمراء الصافية أي الهبر قد تساعد في خفض نسبة الدهون في الغذاء للأشخاص المصابين بارتفاع مستوى كولسترول الدم.
أيضاً, استهلاك اللحوم الحمراء يؤدي إلى متلازمة الشريان التاجي الحادة , والسكتة الدماغية.
أيضاً يساهم في زيادة سمك الأوعية الدموية وهو مؤشر لتصلب الشرايين.
في عام 2008م نشرت مقالة في مجلة نيتشر نيتشر ذكر فيها أن استهلاك اللحوم الحمراء له علاقة قوية تربطه بالإصابة بمتلازمة الشريان التاجي الحادة لمن يستهلك أكثر من 8 حصص من اللحوم الحمراء في الشهر ونسبة حدوث مشاكل في القلب عندهم تكون 4.9 أكثر ممن يتناول أقل من 4 حصص شهريا.
في دراسة أخرى قاموا بملاحظة حوالي ثلاثين ألف شخص لمدة 21 سنة فوجدوا أن الأشخاص الذين أكلوا لحوما حمراء يومياً كانت نسبة وفاتهم بأمراض القلب 60% أكثر من الأشخاص الذين أكلوا اللحوم الحمراء أقل من مرة واحدة في الأسبوع.
هناك بعض الآليات التي قد تفسر لنا علاقة استهلاك اللحوم الحمراء بالإصابة بأمراض القلب والأوعية الدموية منها:
- أثرها في زيادة نسبة كولسترول الدم.[37]
- احتوائها على حمض الأراكيدونيك.[38]
- احتوائها على حديد الهيم.[39]
- احتوائها على الحامض الأميني هوموسيستين.[40]

### - داء السكري
أُثبت أن استهلاك اللحوم الحمراء سبب في زيادة الإصابة بداء السكري من النوع الثاني.
ولوحظ أنه عند الاستغناء عن اللحوم الحمراء فإن مستوى زلال البول ينقص.
وأنه عند استبدال اللحوم الحمراء بمأكولات تحتوي على بروتينات بكميات أقل أو استبداله بالدجاج فإن ذلك يحسن معدل ترشيح الكلية.
ووجدوا أن المشاكل المتعلقة باللحوم الحمراء ليس بحد ذاتها بل تتعلق بالدهون المشبعة والدهون التقابلية والكولسترول التي تحتويه.
أُجريت دراسة قاموا فيها باستبدال حصة واحدة يومية من اللحم الأحمر بأخرى تتكون من مكسرات ومنتجات ألبان قليلة الدسم مع حبوب كاملة فلاحظوا أن نسبة الإصابة بداء السكري من النوع الثاني انخفضت بنسبة 16-35٪.

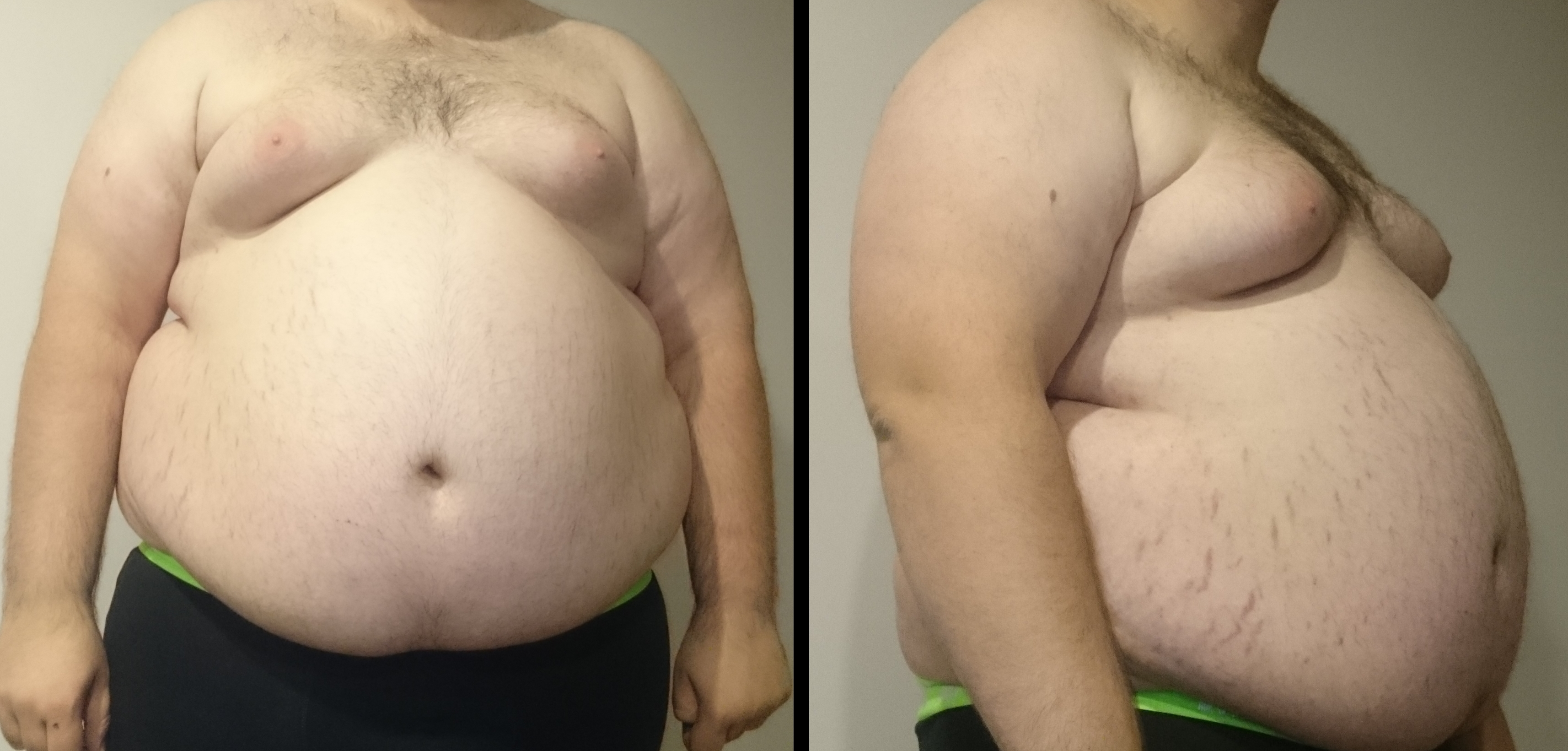

### - البدانة وزيادة الوزن
في دراسة خضع لها 90,000 رجل وامرأة لمدة 7 سنوات ووجدوا أن الإكثار من تناول البروتينات وخصوصا الحيوانية ساهم في زيادة الوزن عند الجنسين وكان تأثيره أكبر على النساء. ووجدوا أن البروتين المسؤول عن هذه الزيادة في الوزن هو من اللحوم الحمراء واللحوم المعلبة والدواجن وكانت البروتينات الموجودة في السمك والألبان أقل تأثيرا منهم. ولم يجدوا علاقة تربط زيادة الوزن بالبروتين النباتي.
ووجدوا أيضا علاقة قوية بين زيادة محيط الخصر واستهلاك اللحوم الحمراء.
في عام 1998م نُشر استبيان على 5,000 شخص نباتي وغير نباتي ووجدوا أن النباتيين كانوا أقل من الغير نباتيين في مؤشر كتلة الجسم بنسبة 30٪.
وفي عام 2006م نُشر أيضا استبيان على 50,000 امرأة ووجدوا أن اللاتي نمط غذائهن على الطريقة الغربية ازداد وزنهم 2 كيلوجرام على مدى 4 سنوات.
في دراسة استغرقت 10 سنوات شارك فيها 80,000 رجل وامرأة لوحظوا على مر السنين ووجدوا أن التغيرات التي طرأت على مؤشر كتلة الجسم وزيادة الوزن خصوصا عند الخصر كان مرتبطا باستهلاك اللحوم.
وفي دراسة أخرى شملت 8,000 رجل وامرأة يعيشون على البحر الأبيض المتوسط لوحظ فيهم أن استهلاك اللحوم سبب في زيادة الوزن.

### - أمراض أخرى
الاستهلاك المستمر للحوم الحمراء سبب في مرض ارتفاع ضغط الدم والتهاب المفاصل.
كما أن كثرة تناول اللحم الأحمر يعمل على ارتفاع حمض البول وترسّبه في المفاصل وإحداث ما يُعرف بالنقرس.

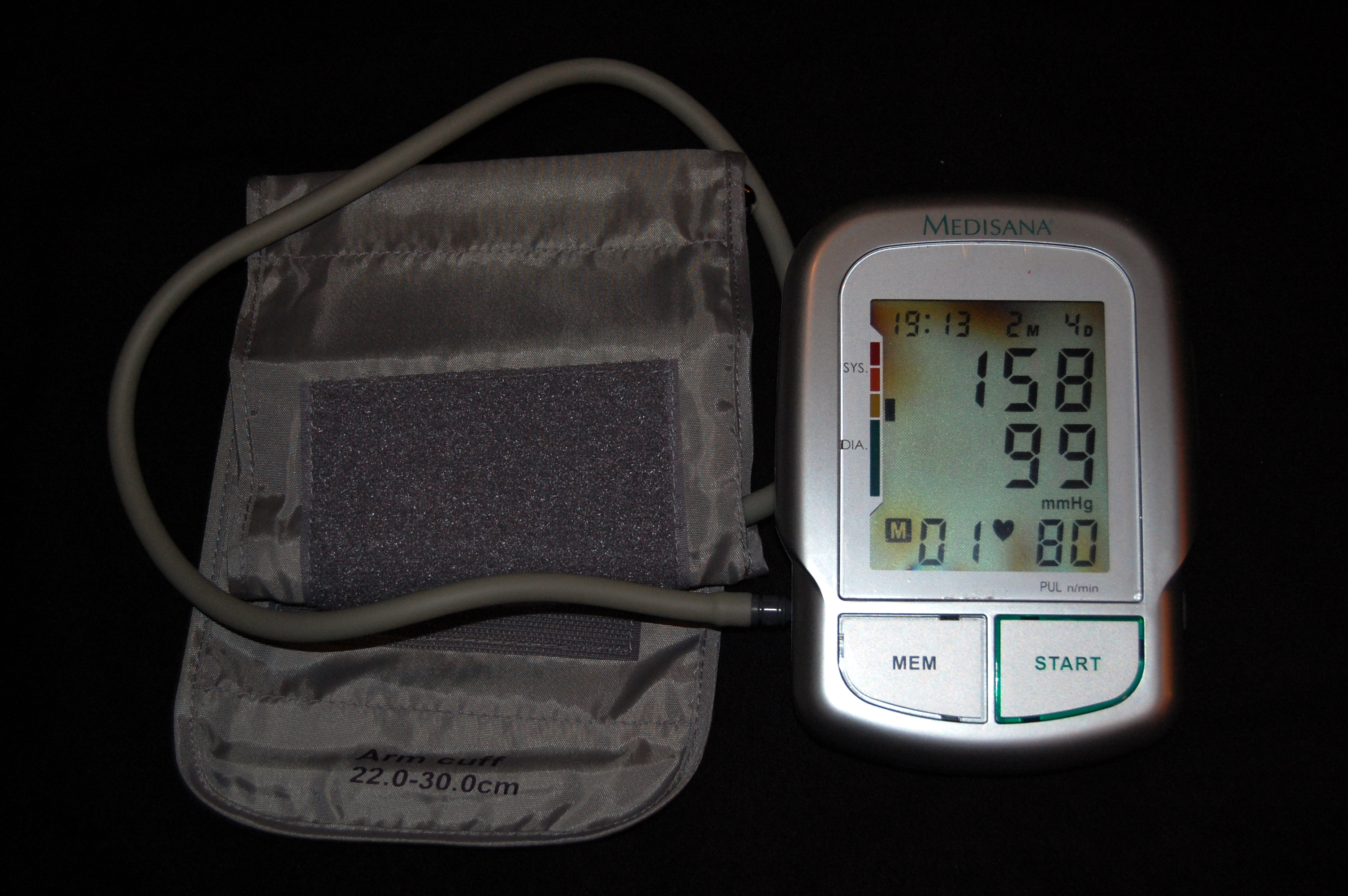